# 1807 w polityce

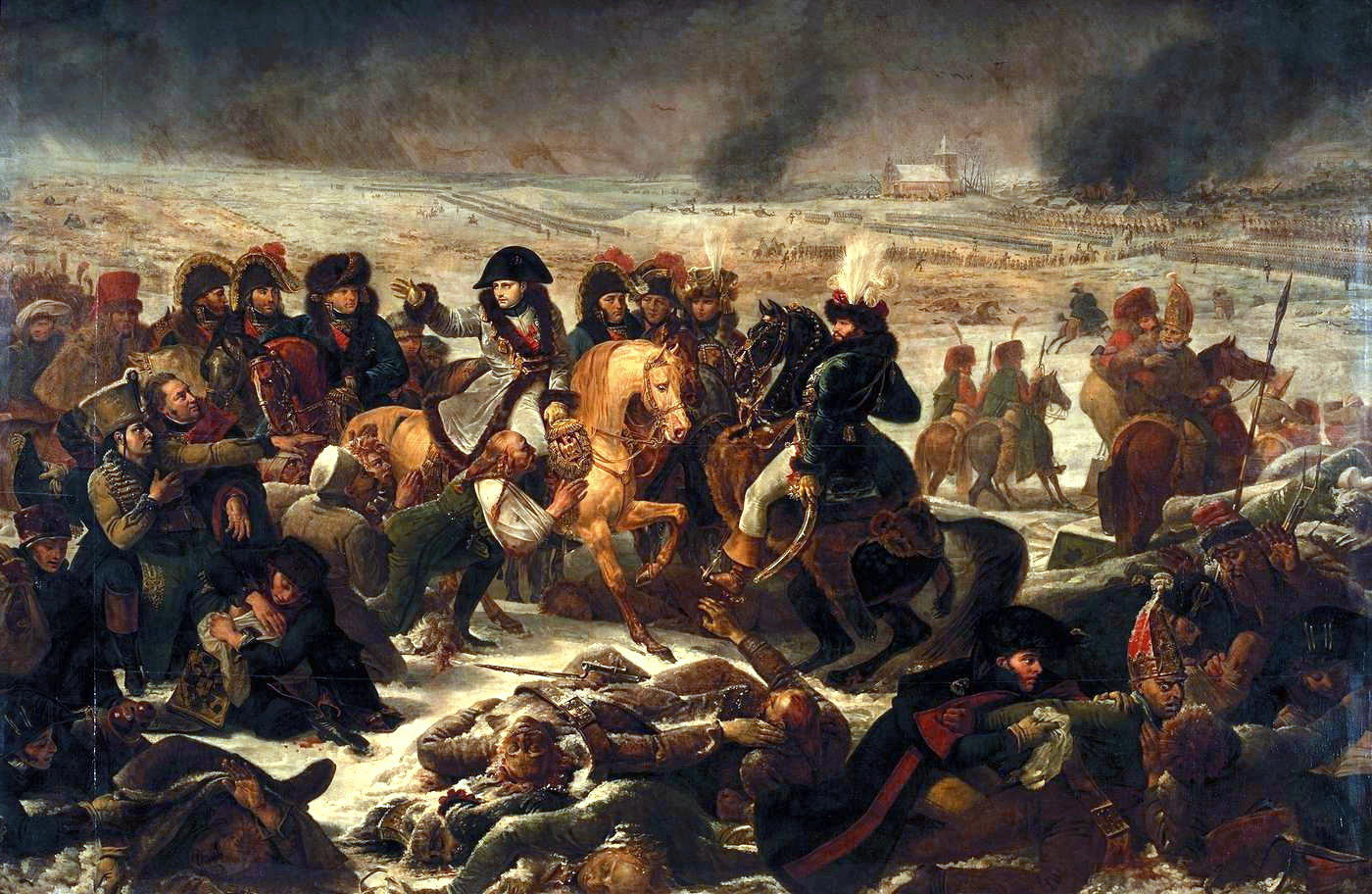
Antoine-Jean Gros, Napoleon na polu bitwy pod Pruską Iławą

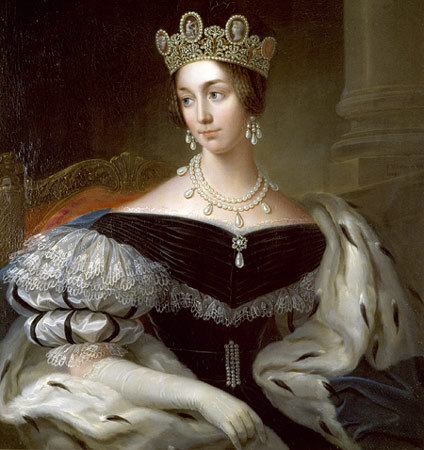
Fredric Westin, Portret Józefiny, królowej Szwecji i Norwegii

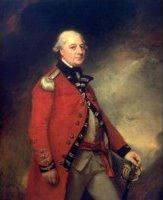
George Townshend

Wydarzenia polityczne w 1807 roku.

## Wydarzenia
- 3 lutego – brytyjska interwencja w Ameryce Południowej: bezwarunkowa kapitulacja Montevideo, zdobytego przez brytyjski korpus gen. Samuela Auchmuty'ego[1].
- 8 lutego Bitwa pod Pruską Iławą[2].
- 10 lutego – proces dekolonizacyjny Ameryki Południowej: pod wrażaniem upadku Montevideo cabildo Buenos Aires pozbawia władzy oskarżonego o nieudolność wicekróla La Platy markiza Rafaela de Sobremonte i wydaje polecenie jego aresztowania, ustanawia władzę gen, Santiago Liniersa i wzywa do przybycia gubernatora Paragwaju płk. Bernardo Velasco[3].
- 7 lipca – brytyjska interwencja w Ameryce Południowej: kapitulacja wojsk brytyjskich. Po odparciu brytyjskiego szturmu na Buenos Aires generałowie John Whitelocke i George Murray ze strony brytyjskiej oraz gen. Liniers ze strony hiszpańskiej zawierają umowę, na mocy której obie strony zgadzają się zwolnić wzajemnie wszystkich jeńców, a brytyjski korpus ekspedycyjny i flota zobowiązują się ewakuować okupowane miejscowości oraz opuścić rejon La Platy w ciągu dwóch miesięcy[4].
- 14 lipca Bitwa pod Frydlandem[2].
- Pokój w Tylży:
  - 7 lipca Napoleon podpisuje układ z carem Rosji Aleksandrem I[5].
  - 9 lipca Napoleon podpisuje układ z Królestwem Prus[5].
- Utworzenie Księstwa Warszawskiego[6]:
  - 22 lipca Napoleon nadaje Księstwu Warszawskiemu konstytucję[7][5]. Ustawa zasadnicza oznacza wprowadzenie Kodeksu Napoleona do prawodawstwa nowego państwa[7].

## Urodzili się
- Paweł Popiel, konserwatywny publicysta i polityk[8].
- 14 marca Józefina, królowa Szwecji i Norwegii[9][10].
- 13 grudnia Giuseppe Pecci, włoski kardynał, brat papieża Leona XIII[11].

## Zmarli
- 7 stycznia Pedro de Alcántara Téllez-Girón, hiszpański arystokrata[12].
- 29 kwietnia Ludwik Fryderyk II, książę Schwarzburg-Rudolstadt[13].
- 14 września George Townshend, brytyjski arystokrata i dowódca[14].
- Jan Jeleński, konfederat targowicki[15].